# Lago des Dix
El lago des Dix es un embalse de Suiza creado por la presa de Grande Dixence, una presa de gravedad en hormigón construida en el Dixence en la cabeza del Val d'Hérens en el cantón de Valais. Con 285 metros de alto, es la mayor presa de gravedad en el mundo, la presa más alta de Europa y una de las más altas del mundo. Su principal propósito es la producción de energía hidroeléctrica y las cuatro estaciones a las que abastece tienen una capacidad combinada de 2.069 MW que producen 2 billones de kWh anualmente, suficiente para 400.000 hogares. 
Sostiene el Lac des Dix, un embalse de alrededor de 4 km de largo. Cuando está lleno, llega a los 284 metros de profundidad y contiene 400 millones de m³ de agua. La construcción de la presa comenzó en 1950 y se terminó en 1964.
La presa de Grande Dixence tiene 285 metros de alto, 700 m de largo, 200 metros de ancho en la base y 15 m en la cresta. La parte alta se encuentra a una altitud de 2.365 m s. n. m. y la presa contiene 6.000.000 m³ de hormigón.

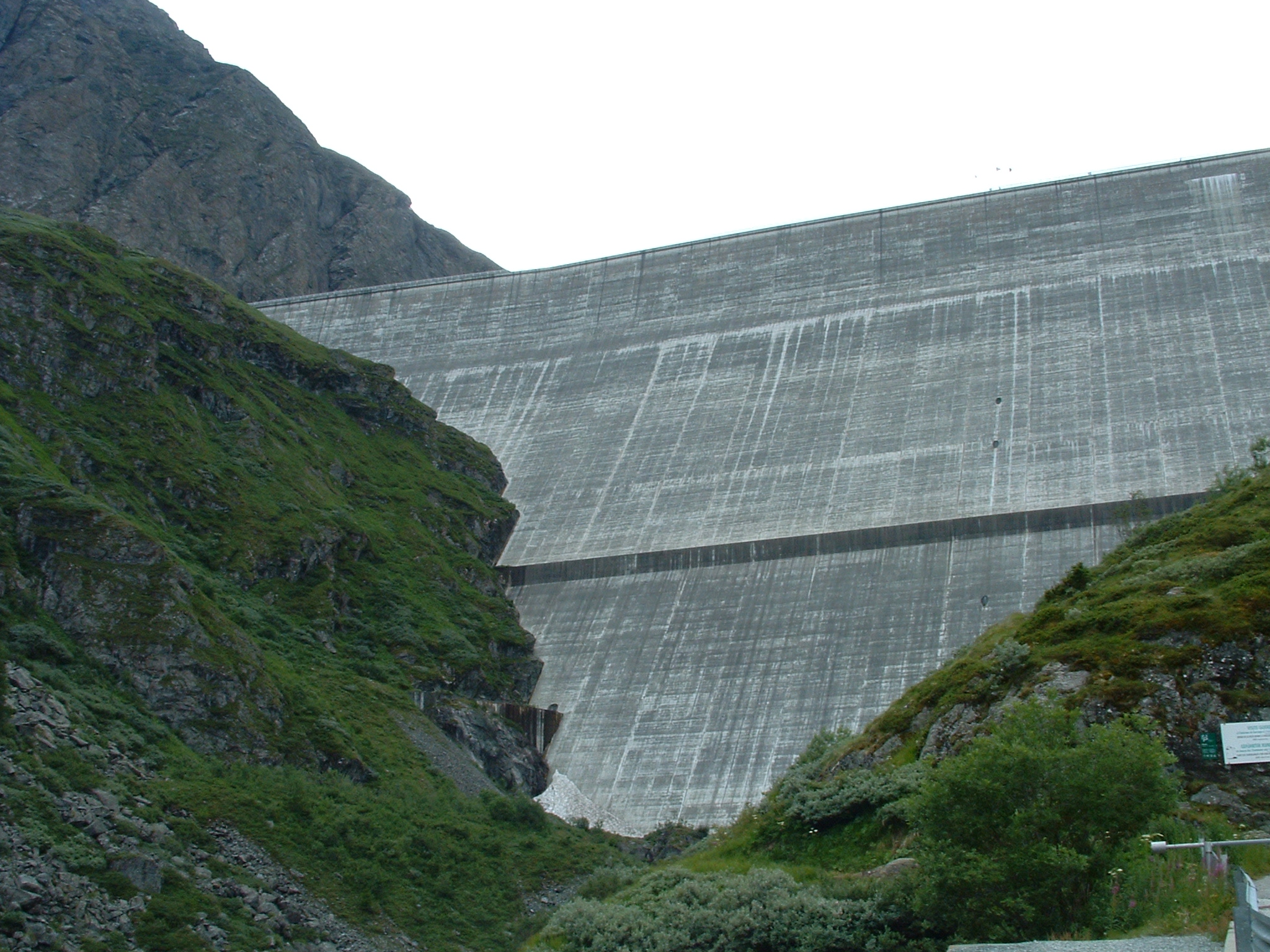
Presa de Grande Dixence
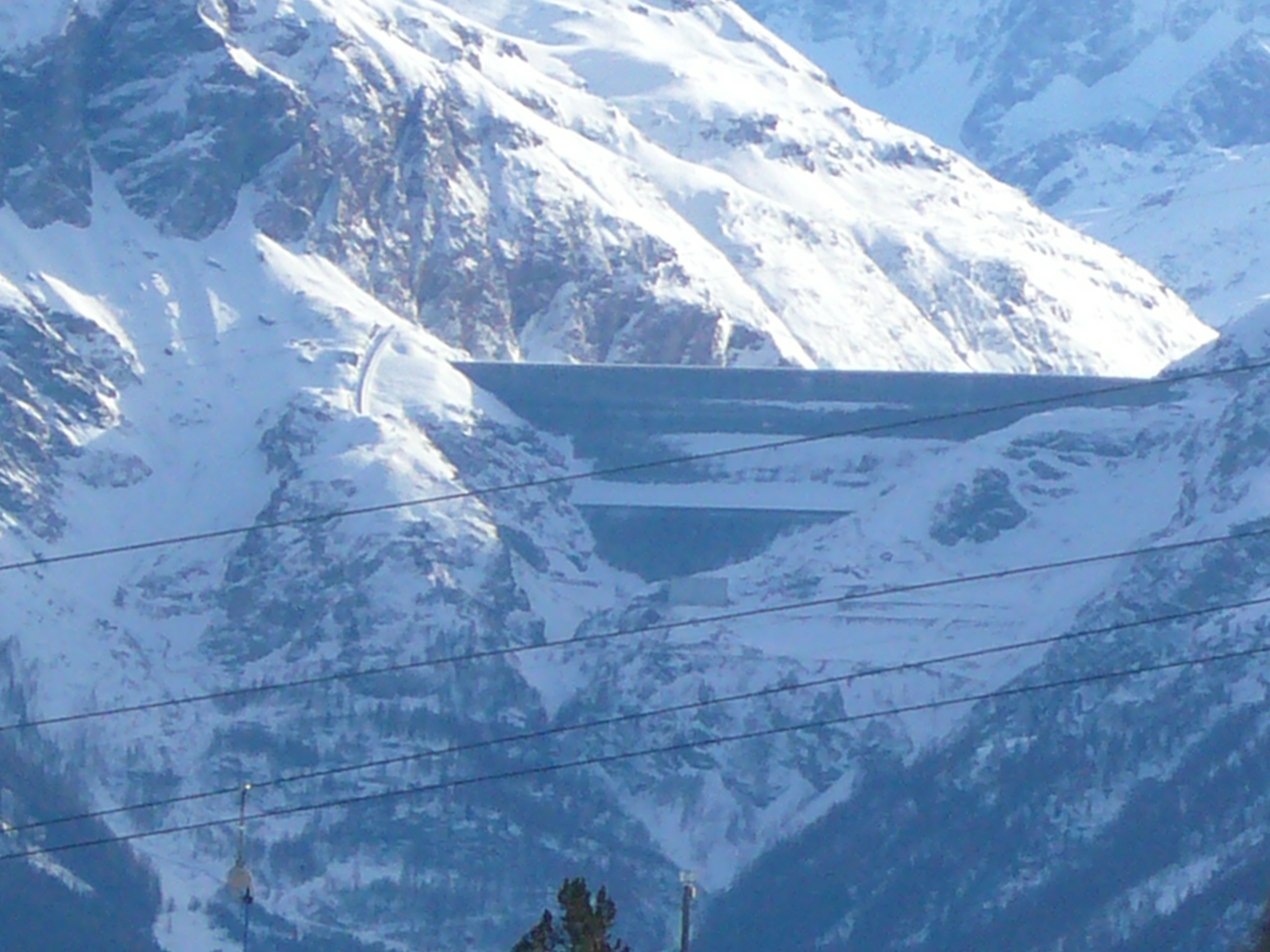
La presa en invierno (2000)
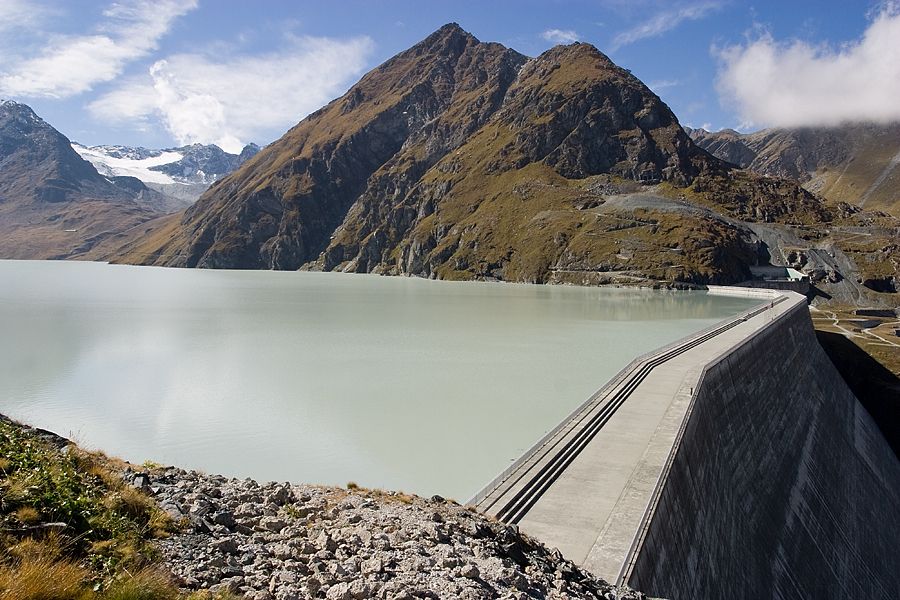
Coronación de la presa
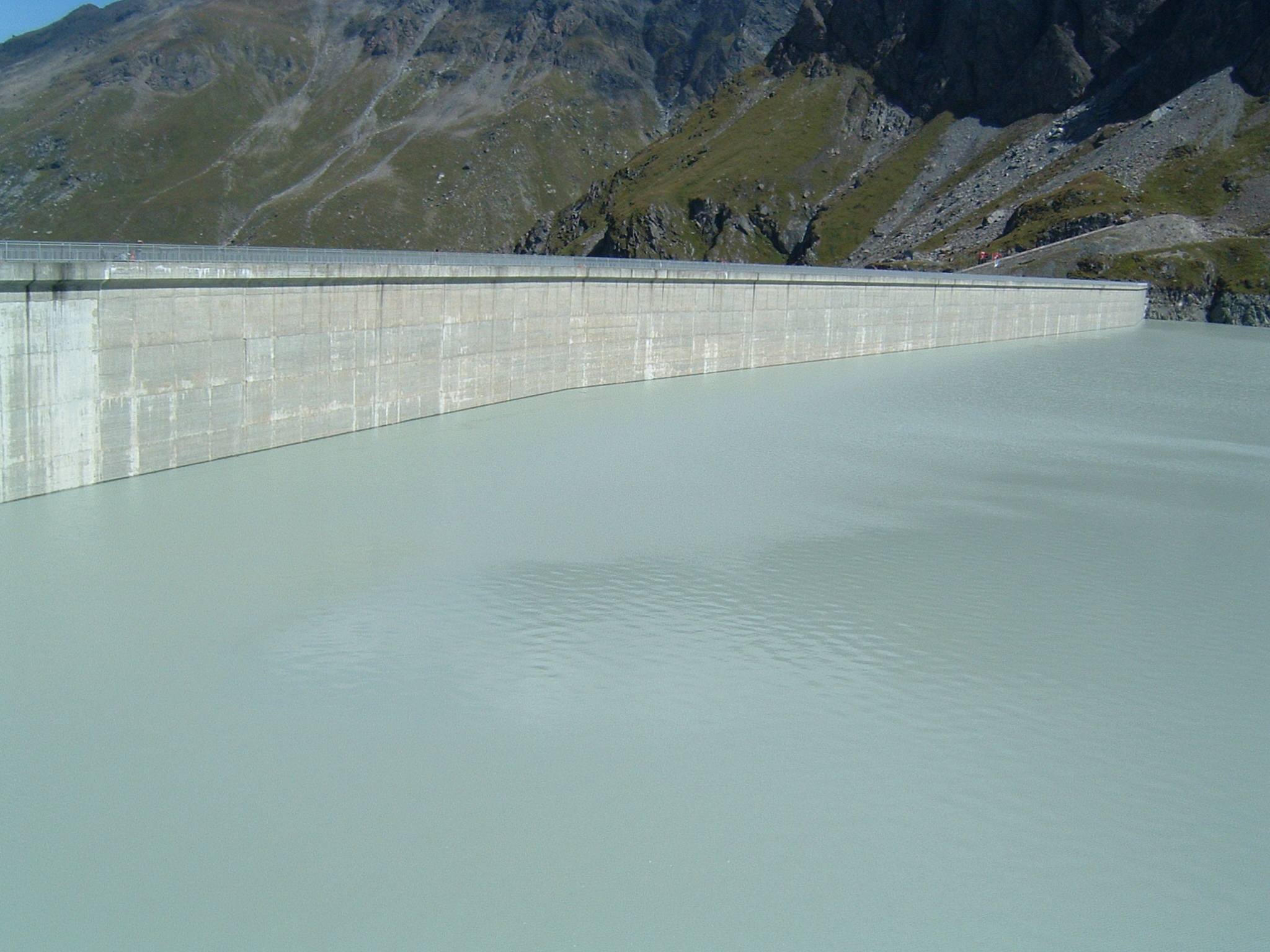
Parte superior del embalse